# Гейт-Сити (Виргиния)
Гейт-Сити (англ. Gate City) — город и административный центр округа Скотт  в штате Виргиния США. По данным переписи 2020 года, численность населения составляла 2043 человека.

## Население
| 2010 | 2020  |
| ---- | ----- |
| 2034 | ↗2043 |